# Jack Kooistra
Jacob (Jack) Kooistra (Zwaagwesteinde, 24 maart 1930 – Leeuwarden, 14 januari 2025) was een Nederlands (Fries) journalist en nazi-jager, die ook wel de Friese Wiesenthal wordt genoemd.

## Biografie

### Opsporing van oorlogsmisdadigers
In 1992 werkte Kooistra samen met het KRO-televisieprogramma Reporter aan de opsporing van Jacob Luitjens, een Nederlandse collaborateur die na de oorlog naar Canada was gevlucht. Dankzij het speurwerk werd Luitjens uitgeleverd aan Nederland, waar hij tot 28 maanden gevangenisstraf werd veroordeeld.

### Publicaties over de oorlog
Kooistra beëindigde in juni 2005 zijn actieve speurwerk, maar bleef als journalist verbonden aan het Friesch Dagblad. In dezelfde maand publiceerde hij Een laatste saluut: Fryslân in de oorlog, waarin hij de namen verzamelde van mensen die in Friesland tijdens de Tweede Wereldoorlog omkwamen. Het boek werd in 2008 opgevolgd door Strijders, onderdrukkers en bevrijders: Fryslân in de oorlog, dat samen met Milja Roosjen en Klaas Jansma werd geschreven. Dit vervolg bevatte niet alleen namen van omgekomen geallieerden en Friese militairen, maar ook lijsten van verraders en oorlogsmisdadigers die na de oorlog zijn veroordeeld.
In april 2009 verscheen Recht op wraak, dat Kooistra samen met Albert Oosthoek schreef. Dit boek vertelt de verhalen van verzetsliquidaties tijdens de oorlog. Daarnaast verscheen in datzelfde jaar een biografie over Kooistra, De hardloper, geschreven door Klaas Jansma.
Op 8 juli 2025 verscheen postuum 5017 vermoorde Joodse kinderen het 13e en laatste boek van Jack Kooistra. In samenwerking met uitgeverij Louise en Jacques Kooistra is dit boek tot stand gekomen. Het boek bevat onder meer een database met 5017 namen van vermoorde Joodse kinderen van 0 tot 16 jaar tijdens WOII. 

### Documentaire en onderscheidingen
In 2016 werd Kooistra geëerd met de Zilveren Anjer vanwege zijn werk als chroniqueur van de Tweede Wereldoorlog en zijn inzet om oorlogsmisdadigers op te sporen.
Op 8 november 2023 ging de documentaire Hunting Jack, geregisseerd door Hidde de Vries, in première tijdens het Noordelijk Film Festival in Leeuwarden. Deze documentaire over Kooistra's leven en werk werd op 4 en 5 mei 2024 in een verkorte versie uitgezonden op NPO 2 en Omrop Fryslân.
Op 14 augustus 2024 werd Kooistra benoemd tot Officier in de Orde van Oranje-Nassau. De onderscheiding werd uitgereikt door commissaris van de Koning Arno Brok in de Statenzaal van het provinciehuis in Leeuwarden.

### Persoonlijk leven
Naast zijn journalistieke werk was Kooistra actief in de sportwereld. Hij was scheidsrechter in het amateurvoetbal en grensrechter in het betaald voetbal. Jack Kooistra overleed op 14 januari 2025 op 94-jarige leeftijd.

## Archief Jack Kooistra
In zijn huis in Leeuwarden had hij een groot archief over de Tweede Wereldoorlog. Delen van zijn archief zijn ondergebracht in Herinneringskamp Amersfoort, het Verzetsmuseum in Groningen, Gelders Archief in Arnhem, Tresoar in Leeuwarden, Herinneringskamp Westerbork en het Militair Mobiel Depot te Loosdrecht.
- Bibliothèque nationale de France: cb12690332s (data)
- Gemeinsame Normdatei: 14193106X
- International Standard Name Identifier: 0000 0000 4278 5994
- Library of Congress Control Number: n96083682
- Nederlandse Thesaurus van Auteursnamen: 070817391
- Virtual International Authority File: 12429613
- WorldCat: E39PBJpjjx9ffhv4QKKQwYR7pP